# Miranovac
Miranovac (en serbe cyrillique : Мирановац) est un village de Serbie situé dans la municipalité de Bela Palanka, district de Pirot. Au recensement de 2011, il comptait 14 habitants.

## Démographie
| 1948 | 1953 | 1961 | 1971 | 1981 | 1991 | 2002 | 2011 |
| ---- | ---- | ---- | ---- | ---- | ---- | ---- | ---- |
| 490  | 466  | 368  | 261  | 162  | 89   | 43   | 14   |

|  |